# Chantal Safu
Chantal Safu, de son nom complet Chantal Safu Lopusa (parfois orthographié Chantal Safou) est une femme politique congolaise. Elle fut ministre du Genre, des Enfants et de la Famille dans le gouvernement Tshibala de 2017 à 2019, et assura l'intérim du ministère des Affaires sociales de mars à septembre 2019.
Membre du Parti du peuple pour la reconstruction et la démocratie (PPRD), elle fut également questeur à l'Assemblée nationale, ainsi que conseillère du Président Joseph Kabila dans le domaine socio-culturel. 

## Biographie
Chantal Safu a travaillé au sein de la rédaction du journal Demain le Congo, dont l'éditeur fut Albert Kisonga Mazakala (1943-2016), ancien ambassadeur de la RDC en Belgique.
Au début des années 2000, elle occupe le poste de deuxième questeur à l'Assemblée nationale.
En 2007, elle fait son entrée au cabinet du Chef de l'État, en étant nommée par Joseph Kabila conseillère au collège chargé des questions sociales et culturelles,.
Le 9 mai 2017, Chantal Safu est nommée ministre du Genre, de l'Enfant et de la Famille dans le gouvernement de Bruno Tshibala. Elle prend officiellement ses fonctions le 18 mai, succédant à Marie-Louise Mwange. Le jour d'après, elle lance des travaux pour créer un atelier de formation sur l'autonomisation de la femme et de la jeune fille, ainsi que sur le leadership féminin.
Le 30 juillet 2018, elle lance une campagne de vulgarisation du Protocole de Maputo, accord international garantissant les droits des femmes : ratifié en 2008 par la RDC, il n'avait cependant été publié au Journal Officiel que le 14 mars 2018. Chantal Safu rappelle que le Protocole prévoit un accompagnement des femmes souhaitant recourir à un avortement médicalisé en cas de viol. La ministre encourage également les femmes à dénoncer les agressions sexistes qu'elles subissent, qu'il s'agisse de mutilations génitales, de harcèlement sexuel ou de violences domestiques,.
Lors de l'élection présidentielle de 2018, elle s'engage pour Emmanuel Ramazani Shadary, candidat soutenu par le président sortant Joseph Kabila,. Puis, sous la présidence de Félix Tshisekedi, elle assure à partir du 5 mars 2019 l'intérim du Ministère des Affaires sociales à la place d'Eugène Serufuli Ngayabaseka, contraint de démissionner après avoir été élu député. Le 9 septembre, à la suite de la prise de fonction du gouvernement de Sylvestre Ilunga, elle laisse sa place de ministre du Genre, des Enfants et de la Famille à Béatrice Lomeya Atilite, et celle de ministre des Affaires sociales à Rose Boyata Monkaju.

## Controverse
Du 12 au 23 mars 2018, Chantal Safu se rend à la 62e Commission de la condition de la femme, organisée par l'ONU Femmes à New York. Ce voyage fait cependant polémique au Congo : la délégation était composée de 52 personnes, dont plusieurs avaient des fonctions éloignées de la thématique de l'évènement. Le manque de transparence sur le financement du voyage soulève également des questionnements. Le 15 mai, le Premier ministre Bruno Tshibala aurait demandé à la ministre, dans une lettre, de régler sa note auprès de l'agence de voyages Sardoine Travel le plus rapidement possible, et ce afin de « sauvegarder la crédibilité du gouvernement »,.